# Nihil inimicius quam sibi ipse
La locuzione latina Nihil inimicius quam sibi ipse, tradotta letteralmente, significa nulla ci è di più nemico di noi stessi. (Cicerone)
Con questa frase Cicerone ci ricorda che spesso, nella nostra vita, siamo noi stessi a costruire gli ostacoli più grandi nel nostro cammino.